# 5 Pułk Ułanów (Cesarstwo Niemieckie)

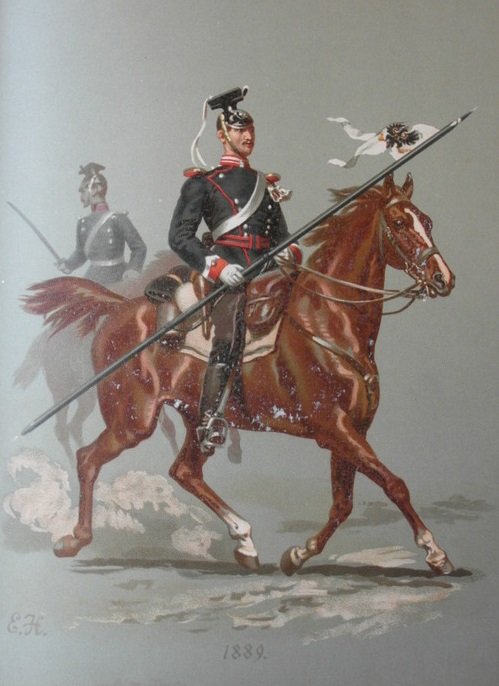
Ułan pułku

5 pułk ułanów (Westfalski)  (niem. Westfälisches Ulanen-Regiment Nr. 5)  – pułk kawalerii niemieckiej okresu Cesarstwa Niemieckiego.

## Charakterystyka
Pułk został sformowany 7 marca 1815. Stacjonował w Düsseldorf . Wchodził w skład VII Korpusu Armijnego .

 Wiosną 1914 był w strukturze 14 Brygady Kawalerii z 14 Dywizji Piechoty.
W wyniku mobilizacji, w sierpniu 1914 pułk osiągnął gotowość bojową i w składzie 14 Brygady Kawalerii z 9 Dywizji Kawalerii został wysłany na front zachodni.

2 października 1916 oddział przeorganizowano w spieszony pułk kawalerii.